# Frank Marten Pfeiffer
Frank Marten Pfeiffer (* 1973 in Bietigheim-Bissingen) ist ein deutscher Dokumentarfilmer, Filmemacher und Kameramann.

## Leben
Frank Marten Pfeiffer ging nach seinem Abitur zunächst mehreren Praktika sowie Beschäftigungen als Filmeditor und Filmproduktionsleiter u. a. beim Süddeutschen Rundfunk nach, bevor er 1998 ein Filmstudium an der
Filmakademie Baden-Württemberg begann. Bis 2004 studierte er den Schwerpunkt Kamera u. a. bei Birgit Guðjónsdóttir sowie Regie/Dokumentarfilm u. a. bei Thomas Schadt und Helga Reidemeister. Seit 2004 ist Pfeiffer als freischaffender Kameramann und Regisseur in Berlin tätig. Zusammen mit den Regisseuren Klaus Stern, Thomas Schadt, Douglas Wolfsperger und Rouven Rech drehte er jeweils mehrere Dokumentarfilme. Das Thema Fußball spielt bei mehreren seiner Filme eine zentrale Rolle. Für Hoffenheim – Das Leben ist kein Heimspiel gewann er zusammen mit Co-Regisseur Rech den Publikumspreis des internationalen 11mm-Fußballfilmfestivals 2010, bei Union fürs Leben über den 1. FC Union Berlin führte er ebenfalls Regie, Kamera und verfasste das Drehbuch, 2015 übernahm er für Fußball – Ein Leben: Franz Beckenbauer die Bildgestaltung. Neben Dokumentarfilmen führt er auch Kamera bei mehreren Reality-Serien für die Sender ARTE und RTL. Auch für Videoinstallationen dreht Pfeiffer – zwei davon zum Bauhaus – sowie für Werbung und Soziale Medien. Für den SWR entstand die 90-minütige Langzeit-Dokumentation "Der Palmer Komplex". Über die drei Jahre dauernden Dreharbeiten sagt der Regisseur: "Ich hatte das Gefühl, ihn kümmert es nicht groß, ob die Kamera läuft oder nicht. Für mich wirkt Boris Palmer sehr authentisch und unverstellt. Er musste mir nichts vormachen.".
Er war Mitglied der 11-köpfigen Vorauswahlkommission Dokumentarfilm zum Deutschen Filmpreis 2020.
Seit 2013 ist Pfeiffer Mitglied der Deutschen Filmakademie.

## Filmografie
Sofern nicht gesondert angegeben als Kameramann.
- 2000: Herbert geht (Kurz-Spielfilm) – Regie
- 2000: Bekleidet (Kurz-Spielfilm) – Regie
- 2002: Liebst du mich (Kurz-Spielfilm, 20 Minuten) – Regie
- 2003: more than music (Dokumentarfilm, 60 Minuten) – Regie, Drehbuch, Kamera
- 2003: Der Ärgermacher (Schwarz-Weiß-Spielfilm, 87 Minuten) – Lichttechnik
- 2004/2005: Irgendwo dazwischen (Dokumentarfilm, 60 Minuten)
- 2005: Das Internat Schloss Salem (TV-Doku-Serie, 5 Folgen à 26 Minuten) – Co-Regie, Kamera
- 2005/2006: Beruf Lehrer (TV-Dokumentarfilm, 90 Minuten)
- 2006/2007: Fliegen wirst du noch! (Dokumentarfilm, 73 Minuten) – Regie, Kamera
- 2008: Lisette und ihre Kinder (Dokumentarfilm, 75 Minuten)
- 2008: Das Palmerprinzip (Dokumentarfilm) – Regie, Kamera
- 2009: 24h Berlin – Ein Tag im Leben (TV-Dokumentarfilm, 1440 Minuten)
- 2010: Hoffenheim – Das Leben ist kein Heimspiel (Dokumentarfilm, 90 Minuten) – Regie, Drehbuch, Kamera)
- 2010: Tough Men (Dokumentarfilm, 78 Minuten
- 2012: Doppelleben (Dokumentarfilm, 81 Minuten, Kamera)
- 2013: George (TV-Spielfilm, 113 Minuten)
- 2014: Union fürs Leben (Dokumentarfilm, 98 Minuten) – Regie, Drehbuch, Kamera
- 2015: Versicherungsvertreter 2 – Mehmet Göker macht weiter (Dokumentarfilm, 70 Minuten)
- 2015: Fußball – Ein Leben: Franz Beckenbauer (Dokumentarfilm, 90 Minuten)
- 2016: Bach! – Ein Chor für den Zoo (Dokumentarfilm, 45 Minuten)
- 2016: Bach! Auch du kannst singen (TV-Dokumentarfilm, 90 Minuten)
- 2016/2017: 12 / 24 (TV-Dokumentarfilm, 90 Minuten)
- 2017: Justice (TV-Serie, Folge: Inkasso auf Mallorca)
- 2017: Der Bürgermeister-Macher (Dokumentarfilm, 30/45 Minuten)
- 2017: Ronnefeld – Das Betreten der Zukunft (Dokumentarfilm, 85 Minuten)
- 2018: Symphony of Now (Dokumentarfilm, 65 Minuten)
- 2019: Die Kinder der Utopie (Dokumentarfilm, 82 Minuten)
- 2019: Things to Come
- 2019: Die Zeugen – Eine Reise zu den letzten Überlebenden des Holocaust (TV-Dokumentarfilm, 37 Minuten)
- 2021: Hinter den Schlagzeilen
- 2022: Kampf um die A 49
- 2025: Der Palmer Komplex

## Videoinstallationen
Sofern nicht gesondert angegeben als Kameramann.
- 2008: Die 68´er – Kurzer Sommer, lange Wirkung im Historischen Museum Frankfurt (Video-Installation, 30 Minuten)
- 2019: Things to come – 100 Jahre Bauhaus im Kunstmuseum Moritzburg (Szenische Installation, 45 Minuten)
- 2019: 7x Bauhaus für die Ausstellung „Original Bauhaus“ in den Berlinische Galerien (Videoinstallation, 45 Minuten)
- 2015: InnerViews an den Staatlichen Museen zu Berlin (Video-Installation, 15 Minuten)
- 2015: Humboldt Lab  an den Staatlichen Museen zu Berlin (Kinospot, 30 Minuten)

## Beteiligung an Wettbewerben
- Adolf-Grimme-Preis 2007[8]
- Dokumentarfilmpreis Baden-Württemberg 2007
- Max-Ophüls-Preis 2010
- Internationales Dokumentarfilmfestival München 2010
- International Documentary Film Festival Amsterdam 2010
- Internationale Filmfestspiele Berlin 2011
- Dokville 2011
- Deutscher Filmpreis 2011
- Grimme-Preis 2013

## Auszeichnungen
- 11mm-Fußballfilmfestival 2010: Publikumspreis „Die goldene Elf“ für den besten Film Hoffenheim – Das Leben ist kein Heimspiel[3]